# Akbou
Akbou (arabiska: أقبو) är en ort i Algeriet.   Den ligger i provinsen Béjaïa, i den norra delen av landet, 140 km öster om huvudstaden Alger. Akbou ligger 215 meter över havet och antalet invånare är 66 654.

## Terräng och klimat
Terrängen runt Akbou är kuperad åt sydost, men åt nordväst är den bergig. Runt Akbou är det tätbefolkat, med 286 invånare per kvadratkilometer. Akbou är det största samhället i trakten. Omgivningarna runt Akbou är i huvudsak ett öppet busklandskap.